# Bank Gutenberg
Die Bank Gutenberg AG war eine Schweizer Privatbank mit Sitz in Zürich. Sie beschäftigte 20 Mitarbeiter und wies per Ende 2012 eine Bilanzsumme von 204,0 Millionen Schweizer Franken aus. Die Bank Gutenberg AG war zu 100 % im Eigentum der Gutenberg Group AG.

## Geschichte
Das Bankinstitut ging 2010 aus dem Effektenhändler Cat Brokerage AG hervor. Deren Wurzeln wiederum liegen in der 1988 gegründeten Cat Finance AG, einem Broker für japanische und asiatische Wertschriften. Durch verschiedene Übernahmen stieg Cat Finance ab dem Jahr 2000 in die Vermögensverwaltung ein und wurde nach einer Neustrukturierung der Geschäftsfelder ab 2006 in Cat Group umbenannt.
2010 wurde die Cat Brokerage AG als Tochtergesellschaft der Cat Group in eine schweizerische Bank umgewandelt und in Bank Gutenberg AG umbenannt.
2013 wurde die Bank Gutenberg AG liquidiert, nachdem sie wegen Verstössen in Kanada eine temporäre Handelssperre erhalten hatte.